# Quận của tỉnh Lot
3 quận của tỉnh Lot gồm:
1. Quận Cahors, (tỉnh lỵ của tỉnh Lot: Cahors) với 13 tổng và 135 xã. Dân số của quận này là 67.186 người năm 1990, 69.887 người năm 1999, tăng trưởng dân số là 4.02%.
2. Quận Figeac, (quận lỵ: Figeac) với 9 tổng và 120 xã. Dân số của quận này là 50.577 người năm 1990, và 50.095 người năm 1999, tăng trưởng dân số là 0.95%.
3. Quận Gourdon, (quận lỵ: Gourdon) với 9 tổng và 85 xã. Dân số của quận này là 38.053 người năm 1990, và 40.215 người năm 1999, tăng trưởng dân số là 5.68%.